# Coppa Val Barker
La Coppa Val Barker, dal nome del pugile inglese Val Barker, viene consegnata ogni quattro anni, al termine dei Giochi olimpici, al pugile considerato tecnicamente migliore durante la competizione.

## Vincitori
| Anno | Luogo             | Pugile             | Nazionalità      | Categoria di peso | Medaglia      |
| ---- | ----------------- | ------------------ | ---------------- | ----------------- | ------------- |
| 1936 | Berlino           | Louis Laurie       | Stati Uniti      | Mosca             | Bronzo        |
| 1948 | Londra            | George Hunter      | Sudafrica        | Mediomassimi      | Oro           |
| 1952 | Helsinki          | Norvel Lee         | Stati Uniti      | Mediomassimi      | Oro           |
| 1956 | Melbourne         | Dick McTaggart     | Regno Unito      | Leggeri           | Oro           |
| 1960 | Roma              | Nino Benvenuti     | Italia           | Welter            | Oro           |
| 1964 | Tokyo             | Valerij Popenčenko | Unione Sovietica | Medi              | Oro           |
| 1968 | Città del Messico | Philip Waruinge    | Kenya            | Piuma             | Bronzo        |
| 1972 | Monaco            | Teófilo Stevenson  | Cuba             | Massimi           | Oro           |
| 1976 | Montréal          | Howard Davis       | Stati Uniti      | Leggeri           | Oro           |
| 1980 | Mosca             | Patrizio Oliva     | Italia           | Superleggeri      | Oro           |
| 1984 | Los Angeles       | Paul Gonzales      | Stati Uniti      | Mosca Leggeri     | Oro           |
| 1988 | Seul              | Roy Jones Jr.      | Stati Uniti      | Superwelter       | Argento       |
| 1992 | Barcellona        | Roberto Balado     | Cuba             | Supermassimi      | Oro           |
| 1996 | Atlanta           | Vassiliy Jirov     | Kazakistan       | Mediomassimi      | Oro           |
| 2000 | Sydney            | Oleg Saitov        | Russia           | Welter            | Oro           |
| 2004 | Atene             | Bakhtiyar Artayev  | Kazakistan       | Welter            | Oro           |
| 2008 | Pechino           | Vasyl' Lomačenko   | Ucraina          | Piuma             | Oro           |
| 2012 | Londra            | Serik Säpiev       | Kazakistan       | Welter            | Oro           |
| 2016 | Rio de Janeiro    | Hasanboy Dusmatov  | Uzbekistan       | Mosca leggeri     | Oro           |
| 2016 | Rio de Janeiro    | Claressa Shields   | Stati Uniti      | Medi              | Oro           |
| 2020 | Tokyo             | Non assegnato      | Non assegnato    | Non assegnato     | Non assegnato |

## Classifiche
per Paese
| Pos. | Paese            | Titoli |
| ---- | ---------------- | ------ |
| 1    | Stati Uniti      | 6      |
| 2    | Kazakistan       | 3      |
| 3    | Cuba             | 2      |
| 3    | Italia           | 2      |
| 5    | Regno Unito      | 1      |
| 5    | Unione Sovietica | 1      |
| 5    | Kenya            | 1      |
| 5    | Sudafrica        | 1      |
| 5    | Ucraina          | 1      |
| 5    | Uzbekistan       | 1      |
| 5    | Russia           | 1      |

per categoria
| Pos. | Categoria          | Titoli |
| ---- | ------------------ | ------ |
| 1    | Pesi welter        | 4      |
| 2    | Pesi mediomassimi  | 3      |
| 3    | Pesi leggeri       | 2      |
| 3    | Pesi piuma         | 2      |
| 3    | Pesi mosca leggeri | 2      |
| 3    | Pesi medi          | 2      |
| 5    | Pesi massimi       | 1      |
| 5    | Pesi supermassimi  | 1      |
| 5    | Pesi superwelter   | 1      |
| 5    | Pesi superleggeri  | 1      |
| 5    | Pesi mosca         | 1      |

per medaglia
| Pos. | Medaglia | Titoli |
| ---- | -------- | ------ |
| 1    | Oro      | 17     |
| 2    | Bronzo   | 2      |
| 3    | Argento  | 1      |